# Bahrani

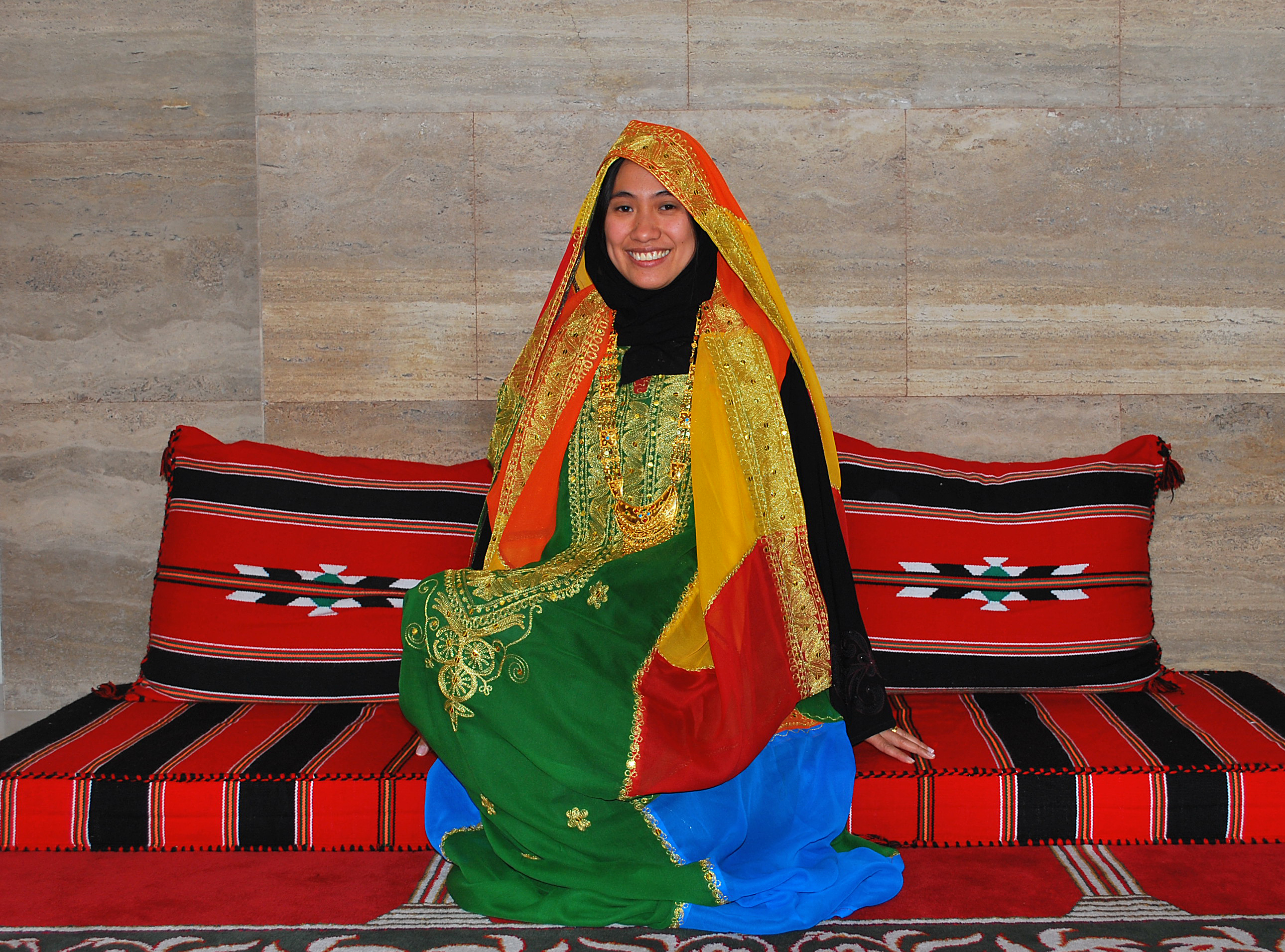
Tenue de mariage Bahrani

Les Bahrani (pluriel Baharna, Arabe: بحراني) sont les chiites habitant l'archipel de Bahreïn et l'oasis de Qatif sur la côte du golfe Persique.
Le terme recouvre aussi parfois les habitants chiites de la région Al-Hasa en Arabie Saoudite et du Qatar. Ils sont d'origine arabe, et certains prétendent descendre de tribus arabes. Leur dialecte de la langue arabe est appelé « bahrani » ou « arabe bahrani », et ils sont majoritairement des adeptes de l'islam chiite duodécimain. Des clercs Bahrani existent depuis le XVIIIe siècle, ainsi que l'école Akhbari.